# Падізе (волость)
Па́дізе (ест. Padise vald) — волость в Естонії, одиниця самоврядування в повіті Гар'юмаа з 16 січня 1992 до 24 жовтня 2017 року.

## Географічні дані
Площа волості — 366,6 км2, чисельність населення на 1 січня 2017 року становила 1715 осіб.

## Населені пункти
Адміністративний центр — село Падізе.
На території волості розташовувалися 24 села (küla):
Алліклепа (Alliklepa), Алткюла (Altküla), Аудевялья (Audevälja), Вігтерпалу (Vihterpalu), Вілівалла (Vilivalla), Вінтсе (Vintse), Гар'ю-Рісті (Harju-Risti), Гату (Hatu), Енґлема (Änglema), Казепере (Kasepere), Карілепа (Karilepa), Кейбу (Keibu), Киммасте (Kõmmaste), Кобру (Kobru), Курксе (Kurkse), Лаане (Laane), Ланґа (Langa), Мадізе (Madise), Метслиуґу (Metslõugu), Мяера (Määra), Падізе (Padise), Пае (Pae), Педазе (Pedase), Сууркюла (Suurküla).

## Історія
16 січня 1992 року Падізеська сільська рада була перетворена у волость зі статусом самоврядування.
13 липня 2017 року на підставі Закону про адміністративний поділ території Естонії Уряд Республіки прийняв постанову № 126 про утворення нової адміністративної одиниці — волості Ляене-Гар'ю  — шляхом об'єднання територій міського самоврядування Палдіскі й трьох волостей: Вазалемма, Кейла й Падізе. Зміни в адміністративно-територіальному устрої, відповідно до постанови, мали набрати чинності з дня оголошення результатів виборів до ради нового самоврядування. 31 липня волосна рада Падізе, не бажаючи добровільно об'єднуватися, оскаржила примусове злиття у Верховному суді. 15 жовтня в Естонії відбулися вибори в органи місцевої влади. 19 жовтня судова колегія конституційного нагляду відхилила заяву волосної ради Падізе і залишила рішення Уряду без змін. Утворення волості Ляене-Гар'ю  набуло чинності 24 жовтня 2017 року. Волость Падізе вилучена з «Переліку адміністративних одиниць на території Естонії».

## Керівництво волості
Старійшина волості
- 1992—2017 Леемет Вайкмаа (Leemet Vaikmaa)

Голови волосної ради
- 1992—1993 Леемет Вайкмаа
- 1993—1999 Рейн Ківіорґ (Rein Kiviorg)
- 1999—2005 Рауль Розенберг (Raul Rosenberg)
- 2005—2009 Прійт Раудла (Priit Raudla)
- 2009—2017 Кюллі Таммур (Külli Tammur)